# Crocodile Dundee 3
Série
Crocodile Dundee 2
(1988)
Pour plus de détails, voir Fiche technique et Distribution.
Crocodile Dundee 3 (Crocodile Dundee in Los Angeles) est un film australo-américain réalisé par Simon Wincer et sorti en 2001. Il s'agit du troisième et dernier film de la franchise mettant en scène le personnage de Michael J. « Crocodile » Dundee incarné par Paul Hogan.

## Synopsis
Mick vit heureux dans le bush australien. Il doit cependant se rendre à Los Angeles avec sa femme Sue Charlton et leur jeune fils, Mikey. Mick doit aider Sue à reprendre la direction d'un magazine. Elle découvre que son prédécesseur enquêtait sur une affaire louche.

## Fiche technique
Sauf indication contraire, les informations mentionnées dans cette section peuvent être confirmées par la base de données cinématographiques IMDb,  présente dans la section « Liens externes ».
- Titre français : Crocodile Dundee 3
- Titre québécois : Crocodile Dundee à Los Angeles
- Titre original : Crocodile Dundee in Los Angeles
- Réalisateur : Simon Wincer
- Scénario : Matthew Berry et Eric Abrams, d'après les personnages créés par Paul Hogan
- Musique : Basil Poledouris
- Direction artistique : Ben Bauer, Bill Booth et Lisette Thomas
- Décors : Lisa Thompson et Leslie Binns
- Costumes : Marion Boyce
- Photographie : David Burr
- Son : Leonel Pedraza
- Montage : Terry Blythe
- Production : Paul Hogan et Lance Hool

Coproducteurs : Perry Katz et Conrad Hool
Producteurs délégués : Kathy Morgan, Jim Reeve et Steve Robbins
- Société de production : Bungalow Productions, Silver Lion Films et Vision View Entertainment
- Sociétés de distribution : UIP (Australie), Universal Pictures (États-Unis), SND (France)
- Budget : 25 000 000 $[1]
- Pays d'origine :  Australie,  États-Unis
- Langue originale : anglais
- Format : couleur - 35 mm - 1,85:1 (Panavision) - son DTS | Dolby Digital | SDDS
- Genre : comédie, aventure, action
- Durée : 92 minutes
- Dates de sortie[2] :
  -  Australie : 12 avril 2001
  -  États-Unis : 20 avril 2001
  -  France : 27 juin 2001
  -  Belgique : 15 août 2001
- Classification[3] :
  -  États-Unis : PG (Certaines scènes peuvent heurter les enfants - Accord parental souhaitable)
  -  France : Tous publics

## Distribution
- Paul Hogan (VF : Yves Rénier) : Michael J. « Crocodile » Dundee
- Linda Kozlowski (VF : Ivana Coppola) : Sue Charlton
- Jere Burns (VF : Patrick Laplace) : Arnan Rothman
- Jonathan Banks (VF : Mario Santini) : Milos Drubnik
- Alec Wilson (VF : Mathieu Buscatto) : Jacko
- Gerry Skilton (VF : Christian Bénard) : Nugget O'Cass
- Steve Rackman : Donk
- Serge Cockburn (VF : Olivier Martret) : Mikey Dundee
- Aida Turturro : Jean Ferraro
- Paul Rodriguez (VF : Michel Tugot-Doris) : Diego
- Kaitlin Hopkins : Miss Dorothy Mathis
- Clare Carey (VF : Mélody Dubos) : le skater
- Mike Tyson (VF : Mario Santini) : lui-même
- David Ngoombujarra : Arthur
- Patrick Dargan : Troy
- Morgan O'Neill : Matt
- Daryl Keith Roach : un policier
- Joe Michael Burke : un policier
- Jim Davidson : un policier
- Hal Fishman : lui-même
- Marta Waller : elle-même
- Keli Daniels : Didi
- Grant Piro : le guide
- John Billingsley : Barry Katz
- Jay Acovone : Eric Barry
- Gregg Donovan : le concierge
- Kenneth Ransom : Phil
- Peter Kent : Carl
- George Hamilton : lui-même

## Production

### Lieux de tournage
Le tournage a lieu à Los Angeles États-Unis, ainsi qu'en Australie (McKinlay, Melbourne et le Queensland).

## Accueil

### Accueil critique
Le film est un gros échec et n'a pas le même succès que les deux précédents.

### Box-office
| Pays ou Régions | Recette du 1er week-end | Recette du 1er week-end | Recette Globale | Recette Globale            | Nbre de sem. | Nbre d'entrées | Classement TLT , |
| Pays ou Régions | Recette                 | Date                    | Recette         | Date d'arrêt du box-office | Nbre de sem. | Nbre d'entrées | Classement TLT , |
| --------------- | ----------------------- | ----------------------- | --------------- | -------------------------- | ------------ | -------------- | ---------------- |
| Australie       | 1 152 685 $             | du 12 au 15 avril 2001  | 3 857 807 $     | 10 juin 2001               | 9            | -              | -                |
| États-Unis      | 7 714 362 $             | du 20 au 22 avril 2001  | 25 635 682 $    | 24 mai 2001                | 5            | 4 586 000      | 3 136e           |
| International   | -                       | -                       | 13 802 992 $    | -                          | -            | -              | 4 044e           |
| France          | -                       | -                       | -               | -                          | -            | 312 224        | 7 388e           |
| Paris           | -                       | -                       | -               | -                          | -            | 74 332         | 7 656e           |
| Total mondial   | -                       | -                       | 39 438 674 $    | 10 juin 2001               | 9            | -              | 3 411e           |

## Distinctions
Entre 2001 et 2002, Crocodile Dundee 3 est sélectionné trois fois dans diverses catégories et remporte une récompense.

### Récompenses
- The Stinkers Bad Movie Awards 2001 : Stinker Award de la pire suite

### Nominations
- Razzie Awards 2002 : Razzie Award du pire remake ou suite
- Young Artist Awards 2002 : Young Artist Award du meilleur second rôle masculin dans un film pour Serge Cockburn

## Autour du film
Outre Mick Dundee et Sue Charlton, deux personnages secondaires des films précédents sont également présents : Nugget et Donk, toujours interprétés par Gerry Skilton et Steve Rackman. Le personnage de Walter Reilly est en revanche absent et pour cause, l'acteur John Meillon est décédé en 1989, soit un an après la sortie du second volet.
Alec Wilson (Jacko) avait déjà joué dans le second film. Il y incarnait Denning, un mercenaire au service de Rico.
Le film semble comporter une petite erreur : l'enseigne de l'agence de tourisme de Mick Dundee mentionne son nom ainsi que celui de Walter Riley. Or le nom de ce dernier s'écrit Reilly et non Riley dans les deux autres films. Cette erreur peut alors suggérer que Dundee aurait pu mal orthographier le nom par analphabétisme.
Quand la jeune Californienne en roller demande l'heure à Mick, ce dernier le lui dit rien qu'en regardant le soleil. Or lorsqu'il avait fait la même chose avec Sue dans le premier film, il ne faisait que simuler (il avait regardé l'heure sur la montre de Wally peu avant). Par conséquent, Mick n'est pas censé réellement savoir deviner l'heure qu'il est en regardant le soleil.